# Un varón
Un varón é um filme dramático de 2022 escrito e dirigido por Fabián Hernández Alvarado em sua estreia na direção. Estrelado por Felipe Ramírez Espitia. É sobre um adolescente que terá que enfrentar a ferocidade de seu bairro onde os códigos de masculinidade e a lei do mais forte são obrigatórios para sobreviver. É uma coprodução entre Colômbia, Alemanha, França e Holanda.
Un varón teve sua estreia mundial em 24 de maio de 2022, na Quinzena dos Realizadores do 75º Festival de Cinema de Cannes, onde concorreu à Caméra d'Or e à Queer Palm. Foi selecionado como o representante colombiano para o Melhor filme internacional no Oscar 2024, mais não foi indicado.

## Sinopse
Carlos mora em um internato no centro de Bogotá, uma espécie de refúgio onde as durezas e as angústias da vida são atenuadas. Carlos anseia por passar o Natal com a mãe e a irmã, imersas em círculos de violência urbana. Ao sair do internato, Carlos enfrenta o rigor das ruas de seu bairro, onde prevalece a lei do mais forte, do mais masculino. Ele terá que escolher entre seguir esses códigos de masculinidade ou confiar em sua natureza profunda.

## Elenco
Os atores participantes deste filme são:
- Felipe Ramírez Espitia como Carlos
- Juanita Carrillo Ortiz como Nicole
- Jhonathan Steven Rodríguez como Freddy

## Produção
A filmagem começou em 2021 durante 5 semanas nos bairros Las Cruces, San Bernardo e Santa Fe, bem como Los Mártires com os bairros La Pepita, La Estanzuela e Voto Nacional e em Puente Aranda na Unidade de Proteção Integral da UPI localizada em Bogotá, Colômbia.

## Lançamento

### Festivais
Un varón teve sua estreia mundial em 24 de maio de 2022, na Quinzena dos Realizadores do 75º Festival de Cinema de Cannes, depois exibido em 4 de agosto de 2022, no 26º Festival de Cinema de Lima, em 22 de setembro de 2022, no 70º Festival Internacional de Cinema de San Sebastián e em 24 de março de 2023, no Festival Internacional de Cinema de Cartagena.

### Cinemas
Foi lançado comercialmente em 15 de março de 2023, nos cinemas franceses e em 13 de abril do mesmo ano, nos cinemas colombianos.

## Recepção

### Recepção crítica
No site agregador de resenhas Rotten Tomatoes, 86% das resenhas de 7 críticos são positivas, com uma classificação média de 7,5/10.

## Prêmios e indicações
| Ano  | Associações                                                      | Categoria                                               | Nomeações                 | Resultado |
| ---- | ---------------------------------------------------------------- | ------------------------------------------------------- | ------------------------- | --------- |
| 2022 | Festival de Cinema de Cannes                                     | Caméra d’Or                                             | Un varón                  | Indicado  |
| 2022 | Festival de Cinema de Cannes                                     | Queer Palm                                              | Un varón                  | Indicado  |
| 2022 | Festival de Cinema de Cannes                                     | Melhor Longa-Metragem Internacional                     | Un varón                  | Indicado  |
| 2022 | 26º Festival de Cinema de Lima                                   | Melhor Filme                                            | Un varón                  | Indicado  |
| 2022 | 26º Festival de Cinema de Lima                                   | Prêmio Especial do Júri                                 | Un varón                  | Venceu    |
| 2022 | 26º Festival de Cinema de Lima                                   | Melhor Ator                                             | Felipe Ramírez Espitia    | Venceu    |
| 2022 | 26º Festival de Cinema de Lima                                   | Ficção de Competição - Melhor Fotografia                | Sofía Oggioni Hatt        | Venceu    |
| 2022 | 26º Festival de Cinema de Lima                                   | Prêmio do Júri da Crítica Internacional de Melhor Filme | Un varón                  | Venceu    |
| 2022 | Festival Internacional de Cinema de Nara                         | Prêmio Shika de Ouro                                    | Un varón                  | Indicado  |
| 2022 | Festival Internacional de Cinema de San Sebastián                | Prêmio Horizontes                                       | Un varón                  | Indicado  |
| 2022 | Festival Internacional de Cinema de San Sebastián                | Prêmio Sebastiane                                       | Un varón                  | Indicado  |
| 2022 | Mostra Internacional de Cinema de São Paulo                      | Melhor Filme - Prêmio do Júri                           | Un varón                  | Indicado  |
| 2022 | Festival de Cinema Gay e Lésbico de Paris                        | Prêmio Libertés Chéries                                 | Un varón                  | Venceu    |
| 2022 | Festival Internacional do Novo Cinema Latino-Americano de Havana | Prêmio Arrecife                                         | Un varón                  | Venceu    |
| 2022 | Festival Internacional de Cinema de Pingyao                      | Menção Especial do Júri                                 | Un varón                  | Venceu    |
| 2023 | Festival Internacional de Cinema de Friburgo                     | Grande Prêmio                                           | Un varón                  | Indicado  |
| 2023 | Prêmios Macondo                                                  | Melhor Filme                                            | Un varón                  | Indicado  |
| 2023 | Prêmios Macondo                                                  | Melhor Diretor                                          | Fabián Hernández Alvarado | Indicado  |
| 2023 | Prêmios Macondo                                                  | Melhor Fotografia                                       | Sofia Oggioni             | Indicada  |
| 2023 | Prêmios Macondo                                                  | Melhor Direção de Arte                                  | Juan Bernal               | Indicado  |